# I Don't Want to Talk About It
«I Don't Want to Talk About It» (en español, «No quiero hablar de ello») es una canción de country rock escrita por el guitarrista estadounidense Danny Whitten. Fue grabada por primera vez por la banda de rock estadounidense Crazy Horse y publicado como la pista final en la cara uno de su álbum homónimo de 1971. La melodía era la característica de Whitten, pero ganó más fama a través de sus numerosas versiones, especialmente la del británico Rod Stewart. La revista Cash Box ha descrito la canción como "una magnífica balada".

## Personal original
- Danny Whitten - guitarra, voz principal
- Nils Lofgren - guitarra, coros
- Ry Cooder - guitarra slide
- Billy Talbot - bajo

## Versión de Rod Stewart
El cantante británico Rod Stewart grabó la canción en Muscle Shoals Sound Studio en Sheffield, Alabama para su álbum Atlantic Crossing (1975). Cuando fue lanzado como sencillo en 1977, encabezó la lista de sencillos UK Singles Chart en el Reino Unido como doble cara A con «The First Cut Is the Deepest». Se cree ampliamente que la canción se benefició de ser lanzada deliberadamente como un sencillo económico para mantener «God Save the Queen» de los Sex Pistols fuera de la cima de la lista de sencillos del Reino Unido. En febrero de 2021, la canción recibió una certificación de plata de la Industria Fonográfica Británica por ventas y transmisiones de más de 200 000. 
En Estados Unidos, la canción fue lanzada como sencillo en diciembre de 1979 para promocionar el álbum Greatest Hits de Stewart. Alcanzó el puesto 46 en el listado Billboard Hot 100  y el número 44 en la lista de adulto contemporáneo.
En 1989, Stewart realizó una nueva interpretación de la canción para Storyteller - The Complete Anthology: 1964–1990. Más tarde fue incluida en Downtown Train – Selections from the Storyteller Anthology. La canción recibió una amplia difusión en estaciones de radio de formato adulto comtemporáneo en Estados Unidos como corte de álbum, alcanzando el número dos en la lista Billboard Adult Contemporary. Stewart también cantó esta canción a dúo con Amy Belle durante su gira de 2004 y está incluida en el DVD de su concierto. El vídeo oficial de Rod Stewart de esta actuación ha recibido más de 912 millones de visitas en Youtube (al 30 de enero de 2024).

### Posicionamiento en listas

#### Posicionamiento en listas semanales
| Listado (1977–1980)                              | Posición más alta |
| ------------------------------------------------ | ----------------- |
| Bélgica (Flandes) (Ultratop 50)                  | 11                |
| Bélgica (Valonia) (Ultratop 50)                  | 36                |
| Canadá (RPM Top Singles)                         | 51                |
| Irlanda (IRMA)                                   | 4                 |
| Países Bajos (Mega Single Top 100)               | 3                 |
| Nueva Zelanda (Recorded Music NZ)                | 2                 |
| Reino Unido (Official Charts Company)            | 1                 |
| Estados Unidos (Billboard Hot 100)               | 46                |
| Estados Unidos (Adult Contemporary)              | 44                |
| Alemania Occidental (Offizielle Deutsche Charts) | 44                |

| Listado (1990)                      | Posición más alta |  |
| ----------------------------------- | ----------------- |  |
| Canadá (RPM Top Singles)            | 19                |  |
| Canadá (RPM Adult Contemporary)     | 3                 |  |
| Estados Unidos (Adult Contemporary) | 2                 |  |

#### Posicionamiento en listas de fin de año
| Listado (1977)                | Posición |
| ----------------------------- | -------- |
| Australia (Kent Music Report) | 70       |

## Versión de Everything but the Girl
En 1988, el dúo musical inglés Everything but the Girl lanzó su versión de la canción como sencillo independiente; Posteriormente se incluyó en la reedición de su cuarto álbum de estudio, Idlewild (1988). Tracey Thorn ha dicho que Stewart había sido considerada como "una figura heroica" en su casa cuando era niña, y que su hermano Keith era dueño de "álbumes con títulos que suenan sucios como An Old Raincoat Won't Ever Let You Down y Gasoline Alley". A ella misma "siempre le había gustado Atlantic Crossing".
Esta versión también tuvo éxito en el Reino Unido, alcanzando el puesto número tres en la lista de sencillos del Reino Unido. Fue el primer éxito del dúo en el top 10 británico y seguiría siendo el único hasta 1995, cuando el remix de Todd Terry de Missing» también alcanzó el puesto número tres. Fuera del Reino Unido, la canción alcanzó el número tres en Irlanda y el número 19 en Nueva Zelanda.

### Posicionamiento en listas

#### Posicionamiento en listas semanales
| Listado (1988)                        | Posición más alta |
| ------------------------------------- | ----------------- |
| Europe (Eurochart Hot 100)            | 9                 |
| Irlanda (IRMA)                        | 3                 |
| Países Bajos (Mega Single Top 100)    | 85                |
| Nueva Zelanda (Recorded Music NZ)     | 19                |
| Reino Unido (Official Charts Company) | 3                 |

### = Posicionamiento en listas de fin de año
| Listado (1988)   | Posición |
| ---------------- | -------- |
| UK Singles (OCC) | 75       |

## Otras versiones
- En 1988, Arthur Conley, (famoso por su éxito «Sweet Soul Music» de 1967) cantó su versión en vivo en la televisión holandesa.[cita requerida] Conley había cambiado previamente su nombre a Lee Roberts mientras vivía en los Países Bajos.
- Otros artistas notables que han grabado versiones de esta canción incluyen a Ian McNabb, Blue, Rita Coolidge, Billie Jo Spears, Ian Matthews, Nils Lofgren, Indigo Girls (en la banda sonora de Philadelphia) y Andy Williams.